# Orthocladius barbicornis
Orthocladius barbicornis är en tvåvingeart som först beskrevs av Carl von Linné 1767.  Orthocladius barbicornis ingår i släktet Orthocladius och familjen fjädermyggor. Inga underarter finns listade i Catalogue of Life.